# 1186 (szám)
Az 1186 (római számmal: MCLXXXVI) az 1185 és 1187 között található természetes szám.

## A szám a matematikában
A tízes számrendszerbeli 1186-os a kettes számrendszerben 10010100010, a nyolcas számrendszerben 2242, a tizenhatos számrendszerben 4A2 alakban írható fel.
Az 1186 páros szám, összetett szám, félprím. Kanonikus alakja 21 · 5931, normálalakban az 1,186 · 103 szorzattal írható fel. Négy osztója van a természetes számok halmazán, ezek növekvő sorrendben: 1, 2, 593 és 1186.
Érinthetetlen szám: nem áll elő pozitív egész számok valódiosztóösszeg-függvényeként.

## Csillagászat
- 1186 Turnera kisbolygó